# Finale di Heineken Cup 1995-1996
La finale di Heineken Cup 1995-96 fu la gara di assegnazione del titolo di campione della 1ª edizione della massima competizione europea per club di rugby a 15.
Si tenne il 7 gennaio 1996 all'Arms Park e vide di scena la compagine di casa in tale impianto, la gallese Cardiff RFC, e la francese Tolosa, che si aggiudicò l'incontro vincendo 21-18.
La scelta di disputare la finale all'Arms Park risaliva a prima dell'inizio della competizione, quindi la circostanza per il club gallese di disputare tale gara nel proprio impianto fu casuale.

## Il percorso dei club finalisti
La competizione si componeva di quattro gironi da tre squadra ciascuna, dei quali a passare alla semifinale erano solo i vincitori di ciascuno di essi.

### Cardiff
La formazione gallese, dopo il pari in Francia contro il Bègles, si aggiudicò il primato del proprio girone battendo in casa l'Ulster per 46-6.
Nella successiva semifinale, tenutasi il 30 dicembre 1995 a Lansdowne Road, Cardiff batté gli irlandesi del Leinster per 23 a 14.

### Tolosa
Tolosa vinse a punteggio pieno il proprio girone in cui batté nell'ordine i romeni del Farul Costanza, affrontati nella partita inaugurale della competizione, con il punteggio di 54-10, e a seguire il Benetton in casa propria, per 18-9.
Nella gara di semifinale, tenutasi al Sept Deniers dove Tolosa in otto anni aveva perso un solo incontro, il club francese ebbe la meglio su Swansea per 30-3 al termine di una partita di fatto già decisa alla fine del primo tempo.

## La finale
La prima finale di Heineken Cup si tenne il 7 gennaio 1996, all'incirca a metà della stagione sportiva, e Cardiff, per via della scelta della sede effettuata quattro mesi addietro, si trovò per coincidenza a disputare la gara decisiva sul proprio terreno interno; nonostante il vantaggio casalingo, tuttavia, fu Tolosa a prevalere, benché solo ai tempi supplementari: a un vantaggio francese iniziale dovuto alle mete di Castaignède e Cazalbou, infatti, ribatté il gioco gallese al piede di Adrian Davies che a metà del secondo tempo portò Cardiff a soli tre punti di distacco sul 9-12 e, proprio allo scadere, al pareggio 15-15.
Nei supplementari Deylaud portò avanti Tolosa, ma ancora Davies pareggiò e, a pochi secondi dalla fine dell'incontro, ancora Deylaud trovò i tre punti che diedero a Tolosa la vittoria e il titolo di primo campione d'Europa per club.
In ragione della natura professionistica della competizione, le due squadre ricevettero da European Rugby Cup, organizzatrice dell'evento, un compenso di circa 250000 £ ciascuna, prima volta di una premiazione in denaro a un club dopo la rimozione del bando al professionismo nella disciplina operata nell'agosto 1995.

## Tabellino dell'incontro
| Arbitro: | David McHugh |

| |              | |
| | mt           | 5’ T. Castaignède 10’ Cazalbou |
| | tr           | 10’ Deylaud |
| 13’, 29’, 46’, 72’, 80’, 100’ A. Davies | c.p.         | 82’, 115’ Deylaud |
| | drop         | 65’ T. Castaignède |
| · Rayer · S. Ford · M. Hall · 41’ Ring · S. Hill · A. Davies · A. Moore · A. Lewis · J. Humphreys · Mustoe · Wakeford · D. Jones · E. Lewis · O. Williams · H. Taylor | Formazioni   | · Ougier · E. Ntamack · Carbonneau · T. Castaignède 93’ · Berty 69’ · Deylaud · Cazalbou · Califano · Soula · Portolan · Miorin · Belot · Lacroix · Manent · Dispagne |
| · 41’ J. Davies | Sostituzioni | · Mola 69’ · Artiguste 93’ |
| Terry Holmes | Allenatori   | Guy Novès |